# 齐宝香
齐宝香（1963年—），河北保定人，中国女子乒乓球运动员，1979年加入国家队。曾获得1981年世界乒乓球锦标赛女子团体金牌。她也获得过亚洲乒乓球锦标赛的冠军。